# أبو القرق (بطليوس)
بَلَدِيَّةُ أَبِي القُرْقِ (بالإسبانية: Alburquerque)‏، هي إحدى بلديات مقاطعة بطليوس، التي تقع في منطقة إكستريمادورا، والتي تقع في غرب إسبانيا.
يبلغ عدد سكانها 5.622 نسمة وفقاً لإحصائية سنة (2002).

## توأمة
لأبو القرق (بطليوس) اتفاقيات توأمة مع:
- ألباكركي

## أعلام
- سينثيا برازيل